# معركة بئر كورا
معركة بئر كورا، اشتباك عسكري أثناء حرب تويوتا، في صباح يوم 19 مارس 1987، دارت معركة بئر كورا بين الجيش الليبي والتشادي. حاصر الجيشالليبي العديد من الوحدات التشاديه وبدأ في تدميرها.

## التاريخ

كانت الحرب تدور بالمنطقة التي باللون الأحمر

### نبذة مختصرة
بعد سنوات من الصراع بين ليبيا وتشاد حول قطاع أوزو، نظم الجيش الليبي عام 1983 قوة استكشافية واحتلت شمال تشاد. قام الليبيون بدعم مجموعة من الجماعات المتمردة التي تقاتل الحكومة التشادية في حسين حبري. سيطرت القوات الليبية على القوات الجوية في الجيش التشادي. في بداية عام 1986، تخلت الجماعات المتمردة من التشاديين عن مساعدة الجيش الليبي.
في بداية عام 1987، واصلت القوات الاستكشافية الليبية احتلال مواقع إستراتيجية في الصحراء التشادية. في 2 يناير من نفس العام، اشتبك الجيش التشادي الموالي للحكومة مع قوة ليبية حامية لمدينة فادا في معركة فادا. انتهت المعركة بانتصار الجيش التشادي، وقام التشاديين بالدخول إلى الأراضي التي تسيطر عليها ليبيا. عندما شعر الجيش الليبي بالهزيمة، قام بشن عدد من الضربات الجوية في وسط تشاد، حينئذ كانت الحكومة الفرنسية تدعم الحكومة التشادية، فقامت بضربات قصف الأهداف الليبية في تشاد. ألغى وصول القوات الجوية الفرنسية إلى تشاد بشكل فعال لقدرة السلاح الجو الليبي على القيام بعمليات قتالية ضد وحدات القوات المسلحة التشادية.

### الاشتباك الأول
في أوائل شهر مارس، قرر القادة التشاديون بقيادة حسن ديجاموس أن يتم تخفيض حجم قوات الحملة الاستكشافية الليبية قبل أن يتم طرد الليبيين من تشاد تمامًا. ولتحقيق الهدف، تم إضعاف الدفاعات التشادية حول فدا عن عمد؛ كان من المنتظر أن يتم الكشف عن هذا التخفيض وأن يقوم الجيش الليبي بشن هجوم مضاد لاستعادة السيطرة على المدينة. قامت أيضا القوات المسلحة الكونغولية بعدد من الهجمات بالهروب ضد المواقع الليبية في وادي دوم (بدلاً من تهجئة وادي دوم)، حيث أنشأ الليبيون قاعدة جوية.
في منتصف شهر مارس، نظم الجيش الليبي فرقة عمل مكونة من 1500 شخص تقدمت ضد فدا. لكن في مساء يوم 18 مارس، كان الليبيون محاطين بوحدات متعددة من القوات المسلحة الكونغولية من بير كورا. في فجر يوم 19 مارس، بدأ الهجوم التشادي، لم يتمكن الليبيون (الذين رتبوا دباباتهم وغيرها من المركبات لتشكيل عمال مؤقتين) من الحفاظ علي محيط معسكرهم عندما واجهوا التشاديين شديدي الحماس والاستعداد. لإخراج الليبيون من مواقعهم الدفاعية، قام التشاديون بشن هجوما تشويهيا علي جزء من الدفاعات الليبية، بينما كانوا يستعدون أيضًا لهجوم أكبر بكثير يستهدف الجانب الآخر من الخط الليبي. نجح التحويل، عندما التزم الليبيون باحتياطاتهم لمواجهة الخدعة التشادية. كانت القوة التشادية الرئيسية قادرة على اختراق الخلفية الليبية وتسبب الفوضى. سرعان ما انهارت الدفاعات الليبية، مما أدى إلى تدمير القوة الليبية.

#### الاشتباك الثاني
نظرا لتدمير فرقة العمل الليبية الأولى من قبل القوات المسلحة الكونغولية، تمكن الليبيون المحاصرين من طلب تعزيزات من وادي دوم. ووافق القائد الليبي علي طلباتهم، فقام بإرسال فرقة عمل ثانية لتخفيف المعاناة. لكن عند وصول فرقة العمل الثانية، وفي الوقت الذي بدأ فيه التشاديون بالتخطيط لكمين ثان، كانت أول قوة ليبية قد تم تدميرها بالفعل. كما حدث مع الفرقة الأولى، هاجم التشاديون قوات الإغاثة الليبية واجتاحوها على بعد 12 ميلًا إلى الشمال من بير كورا في 20 مارس.

#### الاصابات
أدت الاشتباكات في بير كورا إلي خسائر فادحة للجيش الليبي؛ فقد تم القضاء على فرقة العمل الأولى وقوة الإغاثة الثانية. في المجموع، فقد الجيش الليبي 800 رجل قتلوا، 86 دبابة دمرت، و 13 دبابة تم الاستيلاء عليها.

## ما بعد المعركة
مهد النصر التشادي في بير كورا الطريق أمام القوات المسلحة لتشاد وغيرها من القوات الموالية للحكومة لشن مزيد من الهجمات ضد مواقع الجيش الليبي في شمال تشاد. استمرت هذه الصراعات - المعروفة باسم حرب تويوتا - حتى سبتمبر 1987، وأسفرت عن انسحاب الجنود الليبيين من شمال تشاد.

## وصلات خارجية
- العرب في الحرب، الفاعليات العسكرية 1948-1991.